# Eugen Semitjov
Eugen Semitjov, född 22 maj 1923 i Engelbrekts församling i Stockholm,, död 12 juni 1987 i Sankt Görans församling, var en svensk tecknare, författare, rymdexpert och journalist. Från 1942 till 1957 tecknade han serien Allan Kämpe. År 1972 fick han Stora journalistpriset.

## Biografi

### Bakgrund och tidiga år
Semitjovs föräldrar kom till Sverige år 1923 från Sovjetunionen. Fadern hette Vladimir Semitjov och hans fru Faina samt brodern Vladimir "Volodja" Semitjov, båda var också författare. Eugen Semitjov hade teknisk utbildning och hans chef ansåg att han hade teckningstalang så han blev skickad till Berghs Reklamskola. Senare blev han tecknande motorjournalist i Stockholm.

### Karriär
Semitjov tjänstgjorde under andra världskriget på F8 Barkarby som flygmekaniker. Enligt hans egen utsago började han teckna serien Allan Kämpe under de pass på F8 då det inte hände något utan alla väntade på order. Från 1942 till 1957 tecknade han sedan serien som närmast är att likna vid en svensk Blixt Gordon. Hans första serie blev Rolf Stål, som dock blev refuserad av Bulls Presstjänst, men serien blev senare publicerad i veckotidningen Såningsmannen, från nr 52, 1952 till nr 30, 1953. Den fick där titeln Äventyr i världsrymden. 
Efter 1947 började han utföra tecknade rymdreportage och blev en föregångare på området nyhetsgrafik. Som science fictionskribent och författare hade han rymden som sitt specialämne. När Sputnik 1 sändes upp 1957 fick han göra teckningen som fyllde hela Aftonbladets förstasida.
Eugen Semitjov skrev flera populärvetenskapliga böcker och artiklar för tidningar om rymdfart och annan forskning. Han skrev även en del böcker om kontroversiella fenomen, till exempel UFOn och det paranormala, på ett nyfiket och fantasieggande vis, bland annat inspirerad av teorier av Erich von Däniken, med flera, om att världsreligionernas grundare var tillresande utomjordingar, bland annat med hänvisning till att glorian i medeltidsmålningar av Jesus kunde se ut som en rymdhjälm. När rymdkapplöpningen startade blev författandet och illustrerandet av tidningsartiklar så omfattande att han inte hann med att skriva några böcker. Det syns i utgivningen av de böcker han skrev.
Sitt internationella genombrott fick Eugen Semitjov 1960, då han sändes till Sovjet av Allers förlag för att skriva om den ryska rymdforskningen. Han blev den första västjournalisten som fick förmånen att intervjua kosmonauten Jurij Gagarin direkt på dennes eget språk, ryska, efter att denne blivit den första människan i rymden. Han bevakade fyra av de sex månfärderna på plats i USA, och rapporterade om dem i svensk press, Vid den första månlandningen 1969 medverkade han som bisittare i Bengt Feldreichs direktsända månvaka i TV, som den rymdexpert han verkligen var. 1972 tilldelades Semitjov Stora journalistpriset i gruppen för annan periodisk press med motiveringen; "för en lysande populärvetenskaplig journalistik, som från science fiction området övergått till verklighetsnära och realistiska reportage med årets serie i Allers "Vår dramatiska framtid" som kulmen". 1975 tilldelades Semitjov även Jules Verne-priset. Han följde även första uppskjutningen av rymdskytteln på plats i Florida.
En långfilmsdokumentär om Eugen Semitjov och hans familjs bakgrund med namnet "Drömmen om en bättre värld" är under produktion.

### Privatliv
Semitjov – tidigare folkbokförd Semitjow – var 1952–1961 gift med skådespelerskan Inga Brink (1913–2010) och 1963–1979 med mannekängen och fotomodellen Anne-Marie Machnow (1937–2016). Eugen Semitjov är begravd på Lidingö kyrkogård.

## Eugen Semitjov-priset
Semitjov var en tongivande medlem i föreningen Svenska Rymdrörelsen när den grundades 1984 för att främja intresset för rymdfart i Sverige. Föreningen bytte 1991 namn till Svenska Rymdsällskapet och insomnade sedan gradvis under 1990-talets första hälft, för att väckas till liv igen 2012. Svenska Rymdrörelsen instiftade efter Semitjovs död 1987 ett pris till hans minne som heter Eugen Semitjov-priset.

### Utgivare
- Semitjov, Vladimir (1982). Viktor Somovs dagbok : Ryssland – från drömmar till mardröm / presenterad av Volodja och Eugen Semitjov ; [övers. från de ryska dagböckerna av Volodja Semitjov, pseudonym för Vladimir Semitjov]. Stockholm: Askild & Kärnekull. Libris 7437457. ISBN 91-582-0291-9